# Vendas (povo)

Território da etnia Venda

Os Venḓa (VhaVenḓa ou Vhangona) são um povo Bantu da África Austral que vive principalmente perto da fronteira sul-africana com o Zimbábue.
A história dos Venda começa no Reino de Mapungubwe (século IX), onde o Rei Shiriyadenga foi o primeiro rei de Venda e Mapungubwe. O Reino de Mapungubwe estendia-se desde Soutpansberg no sul, através do rio Limpopo até Matopos no norte. O reino declinou a partir de 1240 e o poder mudou-se para o norte, para o Grande Reino do Zimbábue. O primeiro assentamento Venda no Soutpansberg foi o do lendário chefe Thoho-ya-Ndou (Cabeça do Elefante). Seu kraal real chamava-se D'zata; seus restos mortais foram declarados Monumento Nacional. A Coleção Mapungubwe é uma coleção museológica de artefatos encontrados no sítio arqueológico e está alojada no Museu Mapungubwe, em Pretória, capital da África do Sul. O povo Venda compartilha ascendência com o povo Lobedu e o povo Kalanga. Eles também estão relacionados aos grupos sotho-tswana e shona dos povos sotho-tswana. Todas essas tribos estavam sob o reino Venda.

## História
Os Venda de hoje são Vhangona, Takalani (Ungani), Masingo e outros. Vhangona são os habitantes originais de Venda, também chamados de Vhongwani wapo; enquanto Masingo e outros são originários da África central e do Rift da África Oriental, migrando pelo rio Limpopo durante a expansão Bantu, o povo Venda originou-se da África central e oriental, assim como as outras tribos sul-africanas.
Os Venda de hoje são descendentes de muitos agrupamentos e clãs heterogêneos, como:
- Dzindou dza Hakhomunala Mutangwe / Dzatshamanyatsha
- Dzindou dza Vharundwa / Dza Mitshetoni / Dza Manenzhe
- Vhafamadi;
- Vhadau vhatshiheni
- Vhadau Madamani
- Rambuda;
- Vha Ha-Ramavhulela (Vhubvo Dzimauli)
- Vhakwevho;
- Vha Ha-Maďavha (Grandes Javalis de Luonde que imigraram do Zimbábue)
- Vhambedzi;
- Vânia;
- Vhagoni;
- Vhalea;
- Gebebé;
- Ndou;
- Maďou
- Vhasekwa
- Vhaluvhu;
- Vhatavhatsindi;
- Vhalovhedzi
- VhaMese
- Vha Ha-Nemutudi
- Vhatwanamba;
- Vhanzhelele/Vhalembethu;
- VhaDzanani
- Vhashavhi / VhaLemba
- Vhanyai;
- Vhalaudzi;
- Masingo; e
- Vhalemba.
- Runganani (marungadzi nndevhelaho)
- Takalani (Ungani)

Vhadau, Vhakwevho, Vhafamadi, Vhania, Vhalea e Vhaluvhu eram conhecidos coletivamente como Vhangona. Os Vhangona e Vhambedzi são considerados os habitantes originais de Venda e as primeiras pessoas a viver lá. A terra de Vhangona foi posteriormente colonizada pelos clãs Karanga-Rodzvi do Zimbábue: Vhatwanamba, Vhanyai, Vhatavhatsindi e Vhalembethu. Masingo, Vhalaudzi e Vhalemba chegaram tarde a Venda.
Os Venda foram reconhecidos como uma casa real tradicional em 2010 e Toni Mphephu Ramabulana atua como rei desde 2012. Em setembro de 2016, a princesa Masindi Mphephu, filha de Tshimangadzi Mphephu (chefe da Venda durante 1993–1997), desafiou seu tio Ramabulana pelo trono. Ela alegou que não foi considerada candidata por ser mulher.
Em 14 de dezembro de 2016, ela inicialmente perdeu esta batalha no tribunal quando o Tribunal Superior de Thohoyandou rejeitou o caso. Em maio de 2019, no entanto, o Supremo Tribunal de Apelação anulou a decisão do Tribunal Superior de Thoyoyandou e declarou que a nomeação de Toni Mphephu-Ramabulana como rei da nação Venda era ilegal. Desde então, Ramubulana apelou dessa decisão e, em julho de 2020, o assunto foi apresentado ao Tribunal Constitucional da África do Sul.

## Pessoas notáveis de etnia Venda
A seguir está uma lista de notáveis Venda pessoas que têm seus próprios artigos da Wikipedia
- Thuli Madonsela, advogada e professora de direito, ajudou a redigir a constituição final da África do Sul e foi Protetora Pública da África do Sul de 19 de outubro de 2009 a 14 de outubro de 2016
- Cyril Ramaphosa, 5º Presidente da República da África do Sul
- Benedict Daswa, professor sul-africano beatificado pela Igreja Católica Romana
- Colbert Mukwevho, cantor sul-africano de reggae
- Mulalo Doyoyo, engenheiro, inventor e professor sul-africano
- ES Madima, escritora sul-africana
- Mukhethwa Mukhadi, cantor, rapper, produtor e diretor sul-africano
- Tenda Madima, escritora sul-africana
- Tshilidzi Marwala, vice-chanceler da Universidade de Joanesburgo, engenheiro e cientista da computação sul-africano
- Florence Masebe, atriz sul-africana
- Shaun Maswanganyi, atleta sul-africano
- Mark Mathabane, tenista sul-africano e autor de Kaffir Boy
- Patrick Mphephu, primeiro presidente do bantustão de Venda
- Frank Ravele, segundo presidente do bantustão de Venda
- Fulu Mugovhani, atriz sul-africana
- Shudufhadzo Musida, vencedora do Miss África do Sul 2020
- Sydney Mufamadi, político sul-africano
- Gumani Mukwevho, político sul-africano
- Elaine Mukheli, cantora e compositora sul-africana
- Azwinndini Muronga, físico sul-africano
- Fulufhelo Nelwamondo, engenheiro e cientista da computação sul-africano
- Faith Muthambi, política sul-africana
- Phillip Ndou, boxeador sul-africano
- Lovemore Ndou, boxeador sul-africano-australiano
- Joel Netshitenzhe, político sul-africano
- George Phadagi, político sul-africano
- Kagiso Rabada, jogador de críquete sul-africano
- Ndivhudzannyi Ralivhona, músico sul-africano
- Joe Mafela, ator, diretor de cinema e cantor sul-africano
- Kembo Mohadi, vice-presidente do Zimbábue.
- Mashudu Tshifularo, educador sul-africano e médico especialista
- Mpho Tshivhase, filósofo sul-africano
- Daniel Mudau, futebolista sul-africano.
- Khuliso Mudau, futebolista sul-africano.
- Rodney Ramagalela, futebolista sul-africano.
- Príncipe Neluonde, jogador de futebol sul-africano
- Eric Mathoho, futebolista sul-africano.
- Mbulaeni Mulaudzi, corredor de meia distância sul-africano
- Collen Mulaudzi, corredor de longa distância sul-africano
- Rhoda Mulaudzi, futebolista sul-africana.
- Gabriel Ramushwana, ex-chefe de estado do bantustão de Venda
- Makhado, rei do povo Venda do século XIX
- Gabriel Temudzani, ator sul-africano
- Jacob Tshisevhe, futebolista sul-africano.
- Tshifhiwa Munyai, boxeador sul-africano
- Clarence Munyai, velocista sul-africano
- Marks Munyai, futebolista sul-africano.
- Fred Phaswana, empresário sul-africano
- Mmbara Hulisani Kevin, político sul-africano
- Tshilidzi Nephawe, jogador de basquete sul-africano
- Rudzani Ramudzuli, futebolista sul-africano.
- Richard Ramudzuli, organizador de eventos da África do Sul

- Michael Masutha, político sul-africano
- Rendani Masutha, oficial naval sul-africano e ex-juiz militar
- Khume Ramulifho, político sul-africano
- Luvhengo Mungomeni, futebolista sul-africano.
- Rasta Rasivhenge, árbitro sul-africano da união do rugby
- Ernst Oswald Johannes Westphal, Professor de Línguas Africanas, b. Khalavha 1919
- Rudzani Maphwanya, oficial do exército sul-africano
- Riky Rick, rapper, compositor e ator sul-africano
- Phophi Ramathuba, político e médico sul-africano
- Khumbudzo Ntshavheni, político sul-africano
- Mavhungu Lerule-Ramakhanya, político sul-africano
- Milicent Makhado, atriz sul-africana
- Dan Tshanda, músico sul-africano
- Phathutshedzo Nange, futebolista sul-africano.
- Rotshidzwa Muleka, futebolista sul-africano.
- Thomas Gumbu, político sul-africano
- Noria Mabasa, artista Venda que trabalha com cerâmica e escultura em madeira

## Musangwe
Musangwe é uma tradição Venda de luta de punhos nus. Musangwe é um esporte que foi desenvolvido não apenas para entretenimento, mas também para ganhar respeito entre seus pares. Vhavenda nunca permitiu violência e brigas, mas com este esporte você pode desafiar uma pessoa que você considera desrespeitosa com você, e a regra é se você for desafiado a lutar você deve lutar ou haverá consequências como multa ou até mesmo espancamento pelos mais velhos. Os vencedores deste esporte eram muitas vezes compensados com o que o Khosi (chefe) ou Vhamusanda (chefe) considerava certo. As lutas não têm limite de tempo definido e só terminam quando um lutador admite a derrota. Nenhuma equipe médica está de prontidão para ajudar os feridos na enxurrada de golpes que os boxeadores desferem, apenas os anciãos da aldeia observando para se proteger contra indiscrições como morder ou chutar. É importante ressaltar que o jogo de azar no resultado das lutas é proibido e os vencedores não levam nada além de um sentimento de orgulho em representar sua aldeia ou família.